# Morgarten

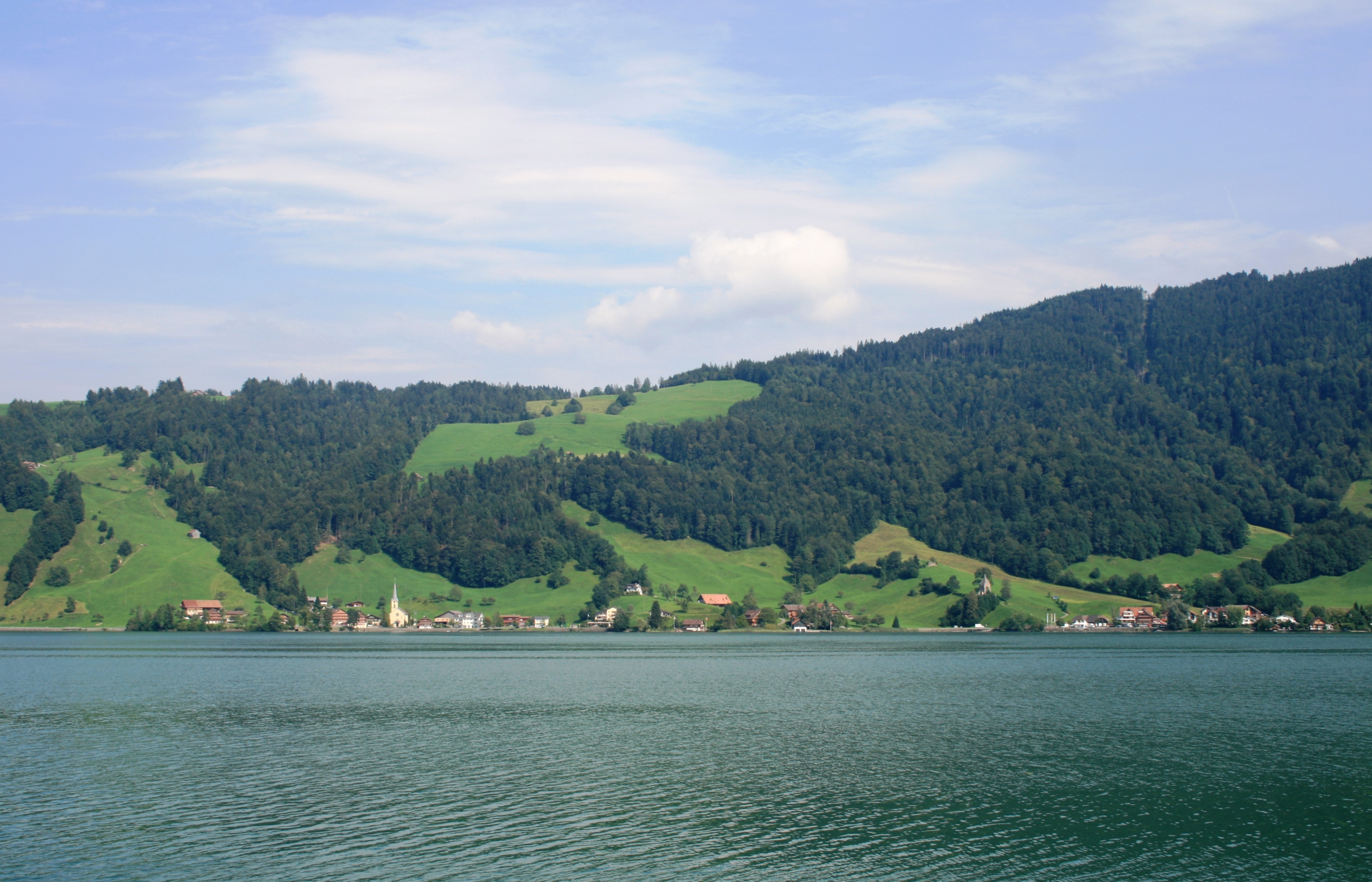
Morgarten.

Morgarten är ett berg och en by i kommunen Oberägeri sydöst om sjön Aegerisee, kantonen Zug. Den är känd dels för slaget vid Morgarten 1315 mellan österrikare och schweizare, men även för slaget vid Morgarten (1798) mellan franska och schweiziska trupper.